# Eurocon 2008
Eurocon 2008, acronim pentru Convenția europeană de science fiction din 2008, a avut loc la Moscova în  Rusia, pentru prima oară în această țară.